# معراج

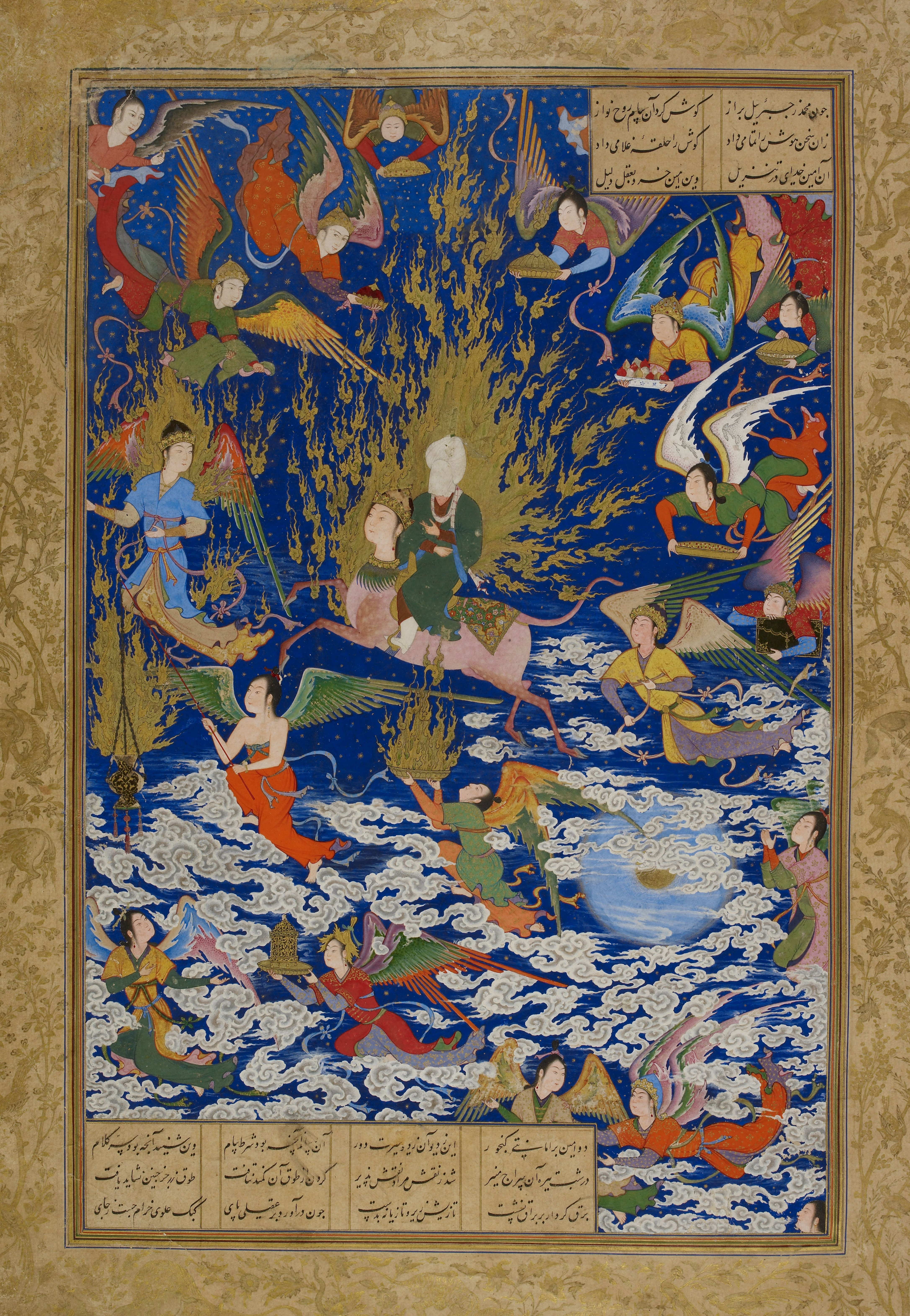
عروج محمد به بهشت؛ اثر سلطان محمد نگارگر، ۱۵۳۹–۱۵۴۳ میلادی

در اعتقاد مسلمانان، اسراء و معراج به دو بخش از سفر شبانه محمد میان مسجدالحرام و مسجدالاقصی گفته می‌شود. لغت معراج در قرآن نیامده، اما مفسران آیه اول سوره اسراء را مرتبط با این داستان می‌دانند. معمولاً مسجدالحرام با کعبه یا مکه یکسان محسوب می‌شود، اما منظور از مسجدالاقصی، دقیقاً مشخص نیست.
در آیه اول سوره اسراء، گفته شده «پاک و منزه است آنکه بُرد به شب بنده اش را شبی از مسجد الحرام به مسجدالاقصی که برکت دادیم پیرامونش را تا بنمائیم او را از آیت‌های خود به‌درستی که او، اوست شنوای بینا.» در منابع اسلامی پساقرآنی، آیه این‌گونه تفسیر شده که اشاره به «معراج» محمد در آسمان‌ها دارد. از آنجا که منظور «مسجدالاقصی» مشخص نیست، چند روایت مختلف در این باره شکل گرفته است. اتفاق‌نظر اسلام‌شناسان این است که در قدیمی‌ترین نسخه‌های داستان، منظور از «مسجدالاقصی» برابرِ بهشتی کعبه بوده و منظور از اسراء (سفر شبانه)، سفر از کعبه زمینی به کعبه آسمانی؛ در نسخه‌ای متاخرتر، «مسجدالاقصی» را با بیت‌المقدس که گفته می‌شود در شهر اورشلیمِ اسرائیل واقع است، یکسان معرفی کردند و با ترکیب این داستان‌ها، قصه سفر شبانه محمد از مکه به بیت‌المقدس و از آنجا به آسمان‌ها به وجود آمده است.
آیه شصتم سوره اسراء به یک «رؤیا» نیز اشاره کرده اما ارتباط محکمی میان آن و معراج دیده نمی‌شود. آیات نود تا نود و سه همان سوره فهرستی از خواسته‌های مخالفان محمد برای ایمان آوردن به او را ذکر کرده‌اند که یکی از این خواسته‌ها، عروج به آسمان است؛ با این حال، قرآن در پاسخ به آنان نمی‌گوید که محمد به آسمان عروج کرد، بلکه صرفاً می‌گوید محمد بشری مانند شماست. همچنین، در همین سوره اشاره شده که محمد معجزه‌ای غیر از قرآن نخواهد آورد. به‌طور کلی دیدگاه قرآن نسبت به عروج انسان به آسمان‌ها منفی است و به تلاش دشمنان خدا برای ورود به بهشت با هدف جاسوسی و رانده‌شدن آن‌ها نیز اشاره کرده، هرچند آیه‌ای وجود ندارد که به صراحت معراج محمد را رد کرده باشد.
مفسران مسلمان گاه آیات ۱ تا ۱۸ سوره نجم و ۱۹ تا ۲۵ سوره تکویر را نیز با معراج مرتبط دانسته‌اند اما به نظر می‌رسد موضوعات آن آیات چیز دیگری است. باقی روایات ریشه در منابع خارج از قرآن، به خصوص احادیث، تفاسیر و سیره‌های محمد، دارد. این منابع، ماجرا را به سه شیوه عمده تفسیر کرده‌اند؛ مطابق تفسیر اول که قدیمی‌ترین هم هست، اسراء و معراج مترادف‌اند و مسجدالاقصی در بهشت واقع است. معمولاً در تفاسیر معاصر به این دیدگاه اشاره‌ای نمی‌شود. مطابق تفسیر دوم مسجدالاقصی همان بیت‌المقدس است؛ این تفسیر جزئیات و طرفداران بیشتری دارد. در این داستان، ابتدا فرشتگان قلب محمد را پاک می‌کنند و سپس او از مکه سوار بر حیوانی بالدار به نام براق که جبرئیل برایش آورده، ابتدا به بیت‌المقدس و بعد به آسمان‌ها می‌رود. مشخص نیست چرا در این تفسیر مسجدالاقصی را با بیت‌المقدس یکی دانسته‌اند و شاید ریشه در تبلیغات بنی‌امیه داشته باشد. تفسیر سوم هم از این قرار است که با توجه به کلمه «رؤیا» در سوره اسراء، معراج به صورت جسمانی نبوده است. هر سه گروه اعتقاد دارند منظور آیه اول سوره اسراء از «بنده» (عبد)، شخص محمد است اما هیچ مدرکی در تأیید نظر آن‌ها در قرآن وجود ندارد. فردریک کولبی، اسلام‌شناس، می‌گوید با در نظر گرفتن همه این موارد، روی هم رفته هیچ‌کدام از آیات قرآن از داستان سفر محمد به آسمان‌ها پشتیبانی نمی‌کند.

## وجه تسمیه
معراج به معنای «ابزار بالا رفتن» است و به نردبان، راه‌پله یا جایی که شخصی از آن بالا می‌رود گفته می‌شود. زمانی که به این داستان اشاره داشته باشد، معمولاً به صورت «المعراج» نوشته می‌شود. اسراء به معنای «سفر شبانه» است.

## در قرآن
به‌طور کلی چند آیه در سوره‌های مختلف قرآن وجود دارد که مسلمانان از آن‌ها برای تفسیر سفر شبانه و معراج محمد استفاده کرده‌اند و بررسی این آیات برای درک روند شکل‌گیری این داستان دارای اهمیت است. روشن‌ترین اشاره به سفری شبانه، آیه اول سوره اسراء که سوره بنی‌اسرائیل نیز نامیده می‌شود، است. علاوه بر آن، به چند آیه دیگر، مثل آیات اول تا هجدهم سوره نجم نیز پرداخته شده است.

### سوره اسراء
پاکا آن کسی که سبب شد بنده‌اش شبانه از مسجدالحرام (محل مقدس عبادت) به مسجدالاقصی (دورترین محل عبادت) که مناطق اطرافش را برکت دادیم سفر کند تا برخی از نشانه‌هایمان را به او عیان کنیم. به‌راستی اوست کسی که می‌شنود و می‌بیند.— سوره اسراء، آیه ۱
بیشتر مفسران مسلمان، این آیه را سخنی الهی دربارهٔ سفر یکی از بندگان خدا دانسته‌اند. در طول آیه، خدا ابتدا به صورت سوم شخص («بنده‌اش») و بعد اول شخص («نشانه‌هایمان») و بار دیگر سوم شخص («اوست») معرفی شده که البته این لحن در سایر بخش‌های قرآن هم وجود دارد. بیشتر منابع زمان نزول این آیه را یک سال یا چند ماه قبل از هجرت دانسته‌اند. محمد در این زمان عمیقاً از سوی اهل مکه تحت فشار بود و به تازگی دو پشتیبان اصلی خود، ابوطالب و خدیجه، را از دست داده بود. او و پیروانش را در انظار عمومی در مکه آزار می‌دادند و داستان «آیات شیطانی» — چه درست باشد و چه نباشد — به خصومت میان محمد و مکیان گواهی می‌دهد؛ بیشتر آیات قرآن که در این دوره نازل شده‌اند، به نظر می‌رسد حاوی دلداری به محمد هستند و از دیدگاهی روان‌شناسانه، ارتباط معراج با دوره‌ای سخت از زندگی محمد قابل پذیرش است.
هر چند این آیه حاوی واضح‌ترین اشاره به سفری شبانه است اما دارای درجه‌ای از ابهام نیز هست: مشخص نشده چه کسی سفر کرده و از کجا سفر کرده است. اکثریت قریب به اتفاق مفسران اسلامی، مسافر موردنظر را محمد دانسته‌اند اما میان اسلام‌شناسان اختلاف‌نظر وجود دارد؛ به عنوان مثال، افرادی مثل جان وانزبرو او را موسی و سفر شبانه را خروج بنی‌اسرائیل از مصر می‌دانند. در دیگر آیات قرآن این فعل برای اشاره به سفر شبانه موسی (یعنی خروج از مصر) به کار رفته و آیه دوم سوره اسراء نیز دربارهٔ موسی است: «به موسی کتابی بخشیدیم و او/آن را رهنمای بنی‌اسرائیل کردیم.» این حال، گروهی دیگر، مانند آنجلیکا نوورث، اعتقاد دارند محتمل‌تر است منظور آیه شخص محمد باشد. گستون وایل در سال ۱۸۴۴ با اشاره به اینکه آیه اول به دیگر آیات سوره ارتباطی ندارد و محمد نیز در بخش‌های دیگر قرآن اشاره‌ای به توانایی خود برای انجام کارهای خارق‌العاده نکرده، اساساً آیه اول را جعلی یافت و آن را محصول دوره خلافت ابوبکر دانست. با این حال تئودور نلدکه و فریدریش شوالی با نظریه او مخالفت کرده‌اند. نوورث اعتقاد دارد این آیه در جای اشتباهی قرار گرفته؛ او آیه اول را از نظر آوایی و محتوایی متفاوت از ۱۱۰ آیه باقی مانده می‌یابد و آیات سوره را به سه قسمت تقسیم می‌کند: (۱+)‎۲۰/۶۰/۳۰. نوورث همچنین بر آن است که آیه دوم سوره به روشنی مناسب آیه اول بودن نیست. او نهایتاً نتیجه می‌گیرد که آیه اول ارتباطی به معراج یا سفر شبانه ندارد و بعد از مرگ محمد — زمانی‌که ماهیت بشری او به فراموشی سپرده شده بود — این‌گونه تفسیر شده است.
اختلاف‌نظر جدی دیگر، دربارهٔ محل مسجدالحرام و مسجدالاقصی است؛ در این مورد مفسران مسلمان نیز با یکدیگر هم‌نظر نبوده‌اند. مسلمانان معمولاً مسجدالحرام را با مکه یا کعبه یکی دانسته‌اند و چند جای دیگر قرآن نیز این عبارت به همین شیوه به کار رفته، هر چند گاه در احادیث و تفاسیر نیز اختلافاتی دربارهٔ آن دیده شده است. اختلاف‌نظرها دربارهٔ محل و معنای مسجدالاقصی حتی بیشتر است. در قدیمی‌ترین متون اسلامی، گروهی از مسلمانان مسجدالاقصی را با شهر اورشلیم و به‌طور خاص با معبد آن یکسان دانسته‌اند. با این حال، در نظر عده‌ای دیگر، مسجدالاقصی محلی در بهشت است. نلدکه و شوالی هر دو نوشته‌اند که منظور سفری میان مکه و اورشلیم است و داستان سفر به آسمان‌ها بعد از مرگ محمد و به احتمال زیاد با در نظر گرفتن سفرهای آسمانی موجود در ادبیات قدیمی‌تر مسیحی ایجاد شده است. برترام شریک اعتقاد داشت منظور از مسجدالاقصی مکانی در بهشت است اما در دوره عبدالملک بن مروان، خلیفه اموی، با بیت‌المقدس یکی دانسته شده است؛ در آن عهد، مکه تحت حاکمیت عبدالله بن زبیر بود که با امویان دشمنی می‌ورزید و دستگاه خلافت بیت‌المقدس را بالا برد تا مکه را پایین آورد و به همین جهت مسجدالاقصی با اورشلیم یکی معرفی شد. از جمله مخالفان این نظریه، افرادی مثل هورویتس هستند؛ او در اثری به سال ۱۹۱۹ تلاش کرد آن را رد کند. با این حال، هورویتس همچنین می‌گوید «اگر تفاسیر اسلامی نبود، هیچ‌کس به فکرش نمی‌رسید میان مسجدالاقصی و اورشلیم ارتباطی وجود دارد و باید از شریک تشکر کرد که پی برد باید در بهشت دنبال دورترین مسجد (مسجدالاقصی) گشت.» به گفته امیرمعزی، تمایز میان اسراء و معراج در ادبیات اسلامی از زمان یکسان پنداشته‌شدن مسجدالاقصی با بیت‌المقدس به وجود آمده است.
این آیه در توضیح دلیل سفر شبانه می‌گوید قصد داشتیم نشانه‌هایمان (آیات) را به او عیان کنیم. با این حال، هیچ توضیحی دیده نمی‌شود که این «نشانه‌ها» چه هستند. «نشانه» (آیه) بیش از ۳۰۰ بار در قرآن تکرار شده و اغلب به چیزهایی اشاره دارد که نگاه به آن‌ها آفریننده الهی را به ذهنِ انسان می‌آورد. مسلمین همچنین به بخش‌های قرآن نیز «آیه» می‌گویند. یکی از توضیحات مسلمانان برای عدم تشریح این «نشانه‌ها» توسط آیه مورد نظر این است که آن نشانه‌ها رازی میان محمد و خدایش بوده‌اند؛ با این وجود، در متون اسلامی بعدی جزئیات زیادی دربارهٔ تجریبات محمد ارائه شده است.

### سوره تکویر
سوگند می‌خورم به ستاره‌هایی که می‌لغزند
ستارگانی که جریان دارند، ستارگانی که در آسمان در حرکتند
سوگند به شب آنگاه که می‌رود
سوگند به صبح آنگاه که بدمد
این سخن رسول کریمی است که
نزد خداوندگار عرش
صاحب‌مقام است.
دوست شما دیوانه نشده.
او به روشنی او را در افق دید.
او نادیده‌ها را برای خودش نمی‌اندوزد.— سوره تکویر، ۱۵–۲۴
بخش‌هایی از سوره تکویر حاوی مطالبی هستند که در آن از اجرام آسمانی مثل ستاره‌ها و سیاره‌ها خواسته شده به درستی پیام محمد و وحی‌هایی که به او می‌شود، گواهی دهند. این آیات از سال‌های نخستین پیامبری محمد هستند. بیشترین ارتباط با اسراء و معراج در آیات ۱۵ تا ۲۴ این سوره دیده می‌شود. نحوه فراخوانی نشانه‌ها (آیات) در این سوره مشابه بسیاری از سوره‌های مکی دیگر است و با این هدف فراخوانده شده‌اند که صحت آنچه توسط رسول کریم (که معمولاً در عقاید اسلامی جبرئیل نامیده می‌شود) برای محمد آورده شده‌اند را تأیید کنند. گروهی از مفسران مسلمان، آیه «او به روشنی او را در افق دید» را اشاره‌ای به دیدار محمد و جبرئیل دانسته‌اند؛ با این حال، محمد نیز در قرآن «رسول» خوانده شده است و احتمالاً سوره تکویر به جبرئیل اشاره ندارد، بلکه منظور خود محمد است. در برخی از نسخه‌های اسراء و معراج، به ویژه آن‌هایی که به ابن‌عباس منسوب هستند، محمد در برابر تخت سلطنت الله می‌ایستد و قرآن را از او دریافت می‌کند. در عقیده یوزف فان اس، دیدار در افق، اشاره به دیدار با جبرئیل ندارد و مربوط است به ملاقات با خدا؛ هر چند این دیدگاه در اقلیت است. تأکید بر اجرام آسمانی، فرض ارتباط میان آن‌ها با وحی و رسالت محمد را در ذهن به وجود می‌آورد، به خصوص با بررسی آیات آغازین سوره نجم.

### سوره نجم
قسم به ستاره چون فرومی‌رود
[که] به راستی هم‌نشین شما گمراه نیست
او از هیچ سخن نمی‌گوید
نیست به غیر از وحی
و موجودی قدرتمند به او آموخته است
صاف ایستاد،
 آنگاه که در بالاترین افق بود، سپس نزدیک شد و فرود آمد
و او [به اندازه] دو کمان یا کمتر، فاصله داشت.
[آنگاه] او به بنده‌اش وحی کرد، آنچه وحی کرده است.
دل از آنچه دیده، دروغ نگفت.
پس آیا با او دربارهٔ آنچه دیده مخالفت می‌کنید؟
او یک بار دیگر او را دید،
در نزدیکی سدرة المنتهی که نزدیک جنه‌الماوی است، آنگاه که سدره پنهان شده بود، توسط آنچه پنهانش کرده بود.
آنچه دید گمراه نشد
او برخی از بزرگ‌ترین نشانه‌های خدایش را دید.— سوره نجم، ۱–۱۸
هجده آیه ابتدایی سوره نجم نیز مانند دو مورد پیشین دربارهٔ عیان‌کردن نشانه‌های الهی است. همان‌طور که تفسیر طبری نشان می‌دهد، ارتباط این آیات با اسراء و معراج از آغاز میان مسلمین مورد اختلاف بوده است. در آیه اول، مثل سوره تکویر، به اجرام آسمانی قسم خورده شده و در آیات بعدی، ندایی الهی — به صورت سوم شخص، مثل نخستین آیه سوره اسراء — تلاش می‌کند رازهایی را عیان کند که فقط خدا و پیامبر می‌توانستند از آن آگاه باشند. اینجا نیز از «نشانه‌ها» (آیات) و «بنده» (عبد) نام برده شده که مسلمانان این بنده را با محمد یکی می‌دانند. هویت آن موجود قدرتمندی که ویژگی‌هایش توضیح داده شده، مبهم است. در تفاسیر قدیمی‌تر او را الله دانسته‌اند اما با گذر زمان بیشتر به جبرئیل نامیدنش گرایش پیدا کرده‌اند.
برداشت‌ها از این سوره به نحوه تعبیر ضمیر «او» بستگی دارد؛ شخصی در بالاترین افق بود و کس دیگری به او نزدیک گردید و چیزی به او وحی شد. آن دسته از مسلمانانی که این آیات را مرتبط با معراج می‌دانند، به «بالاترین افق» استناد می‌کنند اما مخالفان «او» را جبرئیل می‌دانند. این آیات بسیار مبهم هستند اما اینطور که پیداست، به اولین «وحی» به محمد اشاره دارند زیرا در آن تأکید شده محمد آنچه دید را به درستی گزارش داد.
در این آیات به سدرة المنتهی و جنه‌الماوی هم اشاره شده که در سوره نجم هیچ اطلاعاتی دربارهٔ آن‌ها نیست، غیر از اینکه نزدیک به هم واقع شده‌اند. این درخت را معمولاً بالاترین حدود بهشت تفسیر کرده‌اند. در روایت معراج ابن‌عباس، جایی است که فقط محمد و برخی از فرشتگان مقرب می‌توانند از آن گذر کنند و گفته شده که در این نقطه جبرئیل محمد را تنها گذاشت تا ادامه سفر به سمت خدا را خودش به تنهایی انجام دهد. به گفته فان اس، سدرة المنتهی درختی بود که آن سمتش خدا زندگی می‌کرد زیرا نخستین مسلمانان معمولاً بهشت را مکانی در زمین می‌دانستند. فان اس با آن دسته از اسلام‌شناسانی که سدرة المنتهی را درختی در عربستان می‌دانند، هم‌نظر نیست. به گفته کولبی، برخی از مفسران مسلمان دلیل پوشیده بودن سدرة المنتهی را حضور خدا در کنار آن دانسته‌اند. روی هم رفته، هر چند این آیات اشاره‌ای به معراج نکرده‌اند اما به دلیل اشاره به مکانی در بهشت، مسلمانان چنین برداشتی از آن داشته‌اند.

### دیگر سوره‌ها
آیات ۶۵ تا ۷۰ سوره ص حاوی پیامی از جانب الله است که محمد آن را منتقل می‌کند. در این آیات محمد می‌گوید «من فقط هشداردهنده هستم و از بحث میان سپاه آسمانی اطلاعی ندارم. تنها به من وحی شد که من هشداردهنده‌ای آشکارم.» اینطور که از ۵ آیه بعدی مشخص است، به نظر می‌رسد سپاه آسمانی (فرشتگان) مشغول بحث دربارهٔ خلقت آدم بوده‌اند و محمد که در آیات قبلی تأکید کرده بود اطلاعی ندارد آن‌ها چه گفته‌اند، در آیات ۷۱ تا ۷۵ محتوای آن بحث فرشتگان را بازگو می‌کند. برخی از مفسران مسلمان میان این آیات و روایاتی حاوی گفتگوی محمد و الله دربارهٔ بحث فرشتگان در مورد آفرینش آدم، ارتباطی ایجاد کرده‌اند؛ بدین ترتیب، با وجود اظهار بی‌اطلاعی محمد، یکی از بخش‌های روایت معراج بر اساس این آیات شکل گرفته است.
دو آیه پایانی سوره بقره گفتگویی میان امت اسلامی و الله است که در آن ابتدا مطالبی از جانب خدا گفته می‌شود و سپس دعاهایی از سوی مسلمانان مطرح شده، نظیر اینکه «ما را بر کفار پیروز بگردان.» این آیات مدنی محسوب می‌شود و آیه اسراء مکی؛ با این وجود، گروهی از مفسران این آیات را بدین گونه تفسیر کرده‌اند که گفتگوی محمد و الله در معراج است. علاوه بر آیاتی که ذکر شد، باقی اشاره‌ها به عروج انسان به آسمان بیشتر متضاد یا حتی در مخالفت با چنین چیزی هستند. انجلیکا نوورث می‌گوید قرآن به صراحت عروج انسان به آسمان‌ها را رد کرده زیرا آن را نامناسب می‌یابد. نوورث به آیاتی (حجر ۱۴–۱۵، اسراء ۹۳، انعام ۳۵، انعام ۱۲۵) اشاره می‌کند که هر چند سفر محمد به آسمان‌ها را رد نکرده‌اند اما می‌گویند خدا برای کافران نشانه‌ای نمی‌فرستد زیرا آن را رد خواهند کرد، حتی اگر خودشان هم به آسمان‌ها برده شوند.
به علاوه، در آیاتی از قرآن، مثل آیات ۶ تا ۱۰ سوره صافات، گفته شده دشمنان خدا تلاش کردند به آسمان‌ها عروج کنند تا صحبت‌های ساکنان ملکوت الهی را بشنوند اما رانده شدند. در آیه ۳۸ سوره طور، محمد از مخالفانش می‌پرسد «آیا نردبانی دارید که بالا رفتید تا اسرار الهی را بشنوید؟» که اشاره‌ای به عروج به آسمان است و بار منفی دارد. هر چند قرآن امکان ورود مخفیانه دشمنان خدا به بهشت را رد می‌کند و می‌گوید حتی این اتفاق هم نظر آن‌ها را تغییر نمی‌دهد اما همچنین اشاره کرده که خدا می‌تواند به موجودات اجازه دهد از زمین به بهشت عروج کنند یا بالعکس؛ در چنین آیاتی لغات هم‌خانواده با «معراج» (از ریشه ع ر ج) نیز به کار رفته‌اند، مثل آیه دوم سوره سبأ که گفته خدا می‌داند چه چیزهایی به آسمان عروج کرده‌اند. سوره‌ای نیز به نام معارج وجود دارد که خدا در آن «ذوالمعارج» نامیده شده است. فردریک کولبی می‌گوید با در نظر گرفتن همه این موارد، روی هم رفته هیچ‌کدام از آیات قرآن از داستان سفر محمد به آسمان‌ها در یک شب پشتیبانی نمی‌کند.

## حدیث معراج

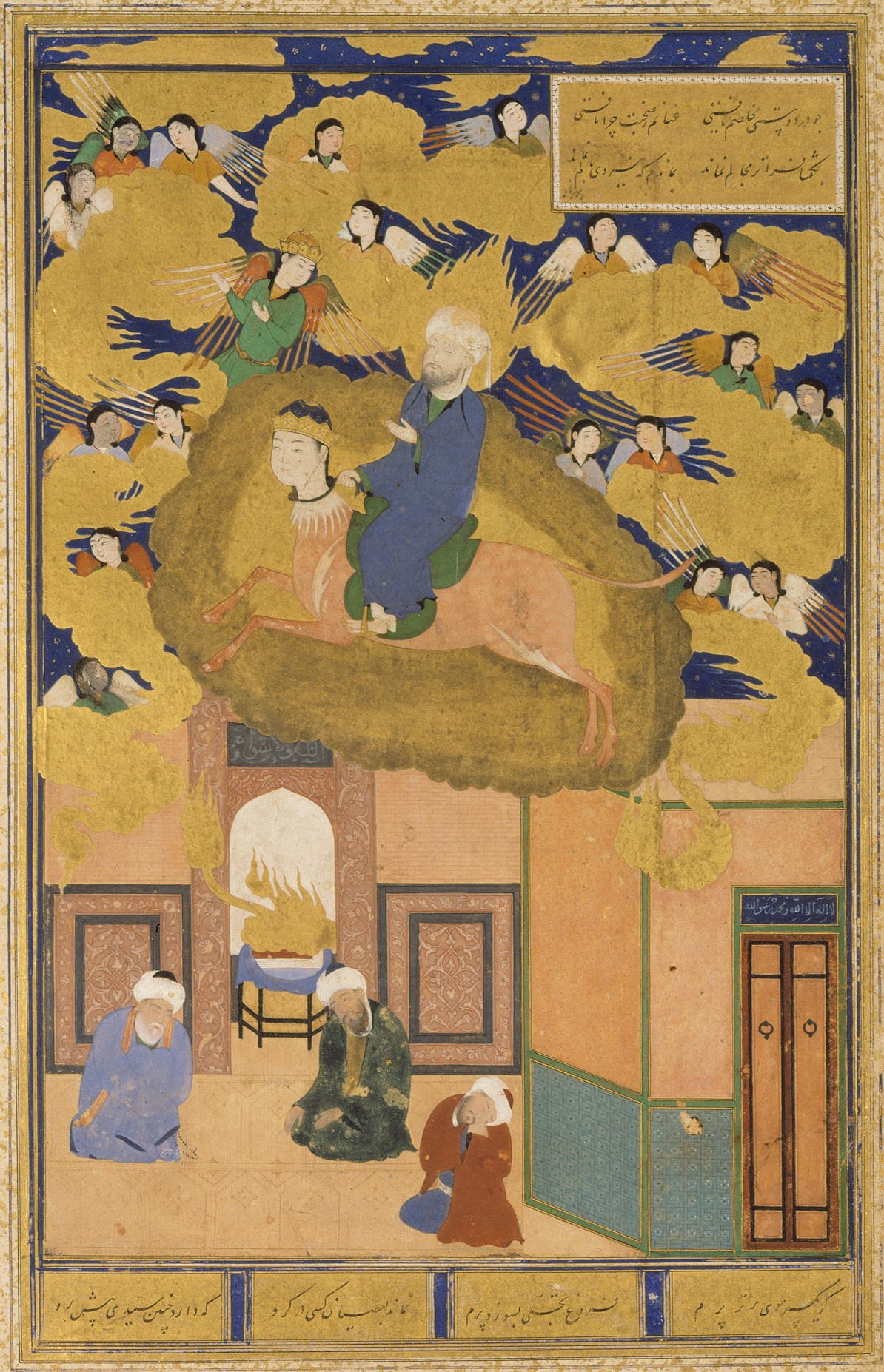
معراج (سفر شبانه) یک تابلو نقاشی از عروج به آسمان‌ها، سوار بر اسب بُراق، در صفحه‌ای از یک نسخهٔ بوستان سعدی متعلق به سال ۱۵۱۴ میلادی (نقاش: نامعلوم، خوشنویس: سلطان محمد نورالله).

سید محمدحسین طباطبایی در تفسیر المیزان در مورد آیه اول سوره اسراء براساس سخنی از جعفر بن محمد به نقل از محمد، روایاتی دربارهٔ معراج می‌آورد:

### سوار شدن بر بُراق
جبرئیل و میکائیل و اسرافیل به منظور سفر محمد به آسمان مرکبی موسوم به براق را در شهر مکه برای او آوردند، یکی مهار آن را گرفت و دیگری رکابش را و سومی جامه ایشان را در هنگام سوار شدن مرتب کرد، و سپس معراج آغاز شد.

### توقف و نماز در طور سینا، بیت‌لِحِم و سپس بیت‌المقدس
سپس آنگونه که در روایات و نقل قولها آمده است محمد در طور محل سخن گفتن خدا با موسی، با موسی دیدار و گفتگو کرد؛ سپس از کلیسای محل تولد عیسی در بِت لِحِم و خانه‌های پیامبران پیشین بازدید کرد؛ سپس با جمعی از پیامبران ازجمله ابراهیم، موسی و عیسی در مسجدی به نام مسجد الاقصی در شهر بیت‌المقدس در فلسطین نماز خواند.
محمد در مرحله دوم سفرش، در آسمانهای مختلف دوباره با ابراهیم خلیل و موسی و عیسی در میان عده‌ای زیاد از انبیاء برخورد می‌کند که همگی آماده برای نماز بودند که به همراه محمد بن عبدالله نماز اقامه می‌شود.

### پیشنهاد آب و شراب و شیر به پیامبر و انتخاب از بین آن‌ها
گفته شده که فرشته ایی سه ظرفِ آب، شراب و شیر به وی تعارف می‌کند و محمد بن عبدالله شیر را انتخاب می‌کند. جبرئیل می‌گوید هدایت شدی و امتت نیز هدایت شد، و شنیده می‌شود که کسی می‌گفت اگر آب را انتخاب می‌کرد، غرق می‌شد و امتش نیز غرق می‌شد و اگر شراب را انتخاب می‌کرد، هم خودش و هم امتش گمراه می‌شدند. سپس جبرئیل می‌گوید اگر به منادی سمت راست پاسخ می‌دادی، امتت بعد از خودت به یهودیگری می‌گرائیدند و اگر به منادی سمت چپ پاسخ می‌دادی امتت پس از خودت مسیحی می‌شدند و اگر به زن با دستان برهنه که نشانه دنیا بود پاسخ می‌گفتی، امتت دنیا را بر آخرت ترجیح می‌دادند.

### آسمان اول
سپس محمد با جبرئیل بالا می‌روند، در آنجا با فرشته‌ای به نام اسماعیل ملاقات می‌کنند که مسئول دفع شیاطین با شهاب بوده است.

### آسمان دوم

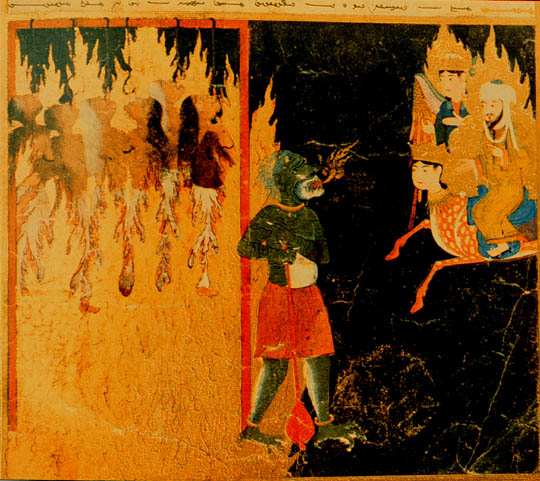
بخشی از مشاهدات پیامبر اسلام در واقعه معراج (آویزان کردن زنان از زبان و سوزاندنشان در جهنم توسط شیطان سبز) به نمایش درآمده است. (نگاره متعلق به قرن ۱۵ میلادی)

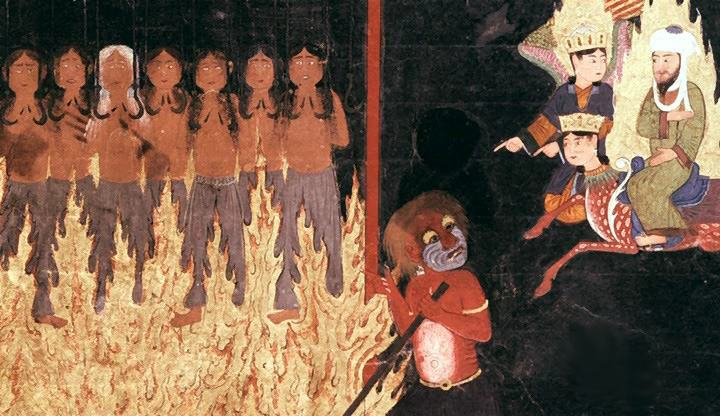
یک نقاشی دیگر در باب وقایع شب معراج. (آویزان کردن زنان از پستان و سوزاندنشان در جهنم توسط شیطان سرخ) (نگاره متعلق به قرن ۱۵ میلادی)

محمد پس از ورود به آسمان دوم همه فرشتگان را خوش و خندان می‌یابد، جز یک فرشته بسیار بزرگ را که دائم خشمگین بود؛ که جبرئیل وی را «خازن» و [مالک جهنم] معرفی می‌کند. محمد درخواست می‌کند که آتش دوزخ را به وی نشان دهند؛ که شیطان پرده از آتش جهنم کنار می‌برد تا او آتشی که به آسمان شعله می‌کشد را ببیند. پیامبر گمان می‌کند آتش او را در برخواهد گرفت، و سپس شیطان پرده را برمی‌گرداند. سپس مردی گندم‌گون و فربه می‌بیند و متوجه می‌شود وی آدم اولین انسان زمین است، سلام می‌کند و آدم هم به وی سلام می‌کند و برای یکدیگر استغفار می‌کنند و آدم پیامبر را تهنیت گفته و محمد سوار بر براق به همراه جبرئیل به پیش می‌روند. سپس فرشتهٔ مرگ، عزرائیل را می‌بینند و عزرائیل ایشان را مژده می‌دهد که تمامی نیکی‌ها و خوبی‌ها را می‌بینم که در امت تو جمع می‌شود. سپس پیامبر فرشتگانی را می‌بیند که هر یک دعایی می‌کنند از جمله فرشته‌ای که دعا می‌کند: «ای الله همانگونه که میان آتش و آب را سازگاری داده‌ای دلهای بندگانت را هم با همدیگر مهربان بفرما» یا دیگری که دعا می‌کند: «پروردگارا به هر کسی که انفاق می‌کند پاداش عطا بفرما» سپس برخی از اهل جهنم که شامل حرام‌خواران و سخن‌چینان و مسخره کنندگانند، و آنان که نماز را سبک شمرده‌اند و کسانی که مال یتیم خورده‌اند، و رباخواران را به ایشان نشان می‌دهند. محمد در آسمان دوم عیسی و یحیی ملاقات کرده و ادای احترام نموده و برای یکدیگر طلب مغفرت می‌کنند. جبرئیل به پیامبر در شب معراج جهنم را نشان می‌دهد که در آن، شیطانی سبزرنگ نگهبان زنانی است که به جرم دروغ گفتن به شوهرانشان و خارج شدن از خانه بدون اجازه آنان، با قلاب‌هایی از زبان آویزان شده و در میان شعله‌های آتش می‌سوزند و بدین سان عذاب می‌بینند. پیامبر سوار بر براق به همراه جبرئیل درشب معراج بخش دیگری از جهنم شیطان دیگری می‌بیند. آن شیطان سرخ رنگ، نگهبان زنانی است که به دروغ، فرزندان حرامزاده‌شان را به شوهران خود نسبت داده بودند و برای عذاب دیدن با قلاب‌هایی از پستان آویزان شده‌اند و در میان شعله‌های آتش می‌سوزند و شکنجه می‌شوند.

### آسمان سوم
در آسمان سوم مرد بسیار زیبایی را می‌بیند که جبرئیل او را یوسف معرفی می‌کند؛ و با یکدیگر سلام کرده و برای یکدیگر استغفار می‌کنند و یوسف مثل همه انبیاء دیگر می‌گوید: «مرحبا به پیغمبر صالح و برادر صالح و مبعوث در زمان صالح.»

### آسمان چهارم
در آسمان چهارم ادریس که خدا او را به مقام رفیع مرتبت داده می‌بیند و با او مثل دیگران تهنیت می‌گوید.

### آسمان پنجم
پیامبر در آسمان پنجم مردی سالخورده با چشمان درشت می‌بیند که هرگز پیرمردی به آن عظمت ندیده است، و نزد او جمع کثیری از امتش بودند که پیامبر از کثرت ایشان تعجب می‌کند و جبرئیل او را، پیغمبری که امتش دوستش می‌داشتند، هارون پسر عمران، معرفی می‌کند. پیامبر با هارون هم تهنیت می‌گوید و پیش می‌رود.

### آسمان ششم
در آسمان ششم، مردی بلند بالا و گندم‌گون دید و شنید که او می‌گوید: «بنی اسرائیل گمان کردند که من محترم‌ترین فرزند آدم نزد پروردگار هستم و حال آنکه این مرد (محمد) گرامی‌تر از من است». جبرئیل او را موسی بن عمران معرفی می‌کند و موسی هم بار دیگر با وی مثل دیگران تهنیت می‌گوید.

### آسمان هفتم
در آسمان هفتم، مردی که بر کرسی نشسته بود می‌بیند. آن مرد خود را ابراهیم معرفی می‌کند و می‌گوید: «اینجا محل تو و منزل پرهیزکاران امت تو پس از مرگ است» و سپس آیه ۶۸ آل عمران را تلاوت می‌کند؛ ابراهیم، محمد و امتش را به خیر بشارت می‌دهد و سپس بهشت را به ایشان نشان می‌دهند.
در نخستین آیات سوره نجم چنین آمده که جبراییل، پیامبر را تا جایی بالا برد که به اندازه دو سر کمان یا کمتر با خدا فاصله داشت این مکان در قرآن درخت سدرة المنتهی نامیده شده و جایی است که جبراییل در آستانه آن از همراهی با پیامبر بازماند و ایشان سوار بر براق به‌تنهایی از آن درخت گذشت.

### بازگشت
پیامبر در بازگشت از این سفر، در بیت‌المقدس فرود آمد و بازهم سوار بر براق از مسیر هوایی، راه مکه را پی گرفت. او در میان راه به کاروان بازرگانی قریش برخورد و درحالی‌که آنان شتری را گم کرده بودند و به دنبال آن می‌گشتند، از ظرف آبی که آنجا بود مقداری آب خورد و باقی آن را بر روی زمین ریخت. بنا به روایتی سرپوشی بروی آن گذاشت. تا پیش از طلوع خورشید در ساعات بامدادی، در خانهٔ ام‌هانی فرود آمد و برای نخستین بار راز خود را نزد او بازگفت. در صبح همان روز، پیامبر در مجامع و محافل قریش پرده از راز خود برداشت. داستان معراج که در میان قریش امری محال بود در تمام مراکز دهن به دهن گشت و موجبات نگرانی سران قریش را فراهم آورد.
قریش نیز همچون همیشه به تکذیب ادعاهای پیامبر پرداخت و در تأیید این ادعا گفتند: «کسانی در مکه هستند که بیت‌المقدس را دیده‌اند، اگر راست می‌گویی ویژگی‌های ساختمان اورشلیم را تشریح کن.»
بر پایهٔ روایات پیامبر نیز به تشریح خصوصیات ساختمان بیت‌المقدس پرداخت و حتی حوادثی را که در میان مکه و بیت‌المقدس بر او گذشته بود بازگو کرد و گفت: «در میان راه به کاروان فلان قبیله برخورد نمودم و شتری از آن‌ها گم شده بود و در میان اثاثیهٔ آن‌ها ظرفی پر از آب بود و من از آن آب نوشیدم و سپس سر آن را پوشاندم و در نقطه‌ای به گروهی برخوردم که شتری از آن‌ها رمیده و دست آن شکسته بود.»
قریش پرسیدند: از کاروان قریش خبر ده. محمد گفت آن‌ها را در «تنعیم» (ابتدای حرم است) دیدم و شتر خاکستری رنگی در پیشاپیش آن‌ها حرکت می‌کرد، و کجاوه‌ای روی آن گذارده بودند و اکنون وارد شهر مکه می‌شوند. قریش که از صدق خبر ایشان نگران و سخت عصبانی شده بودند، گفتند اکنون صدق و کذب گفتار تو بر ما روشن می‌شود. چیزی نگذشت که کاروان وارد شهر شد و «ابوسفیان» و مسافران جزئیات گزارش‌های محمد را تصدیق کردند.